# Justin Tetmu Samba
Justin Tetmu Samba (* 27. April 1950 in Mkuu-Rombo; † 23. August 2006) war ein tansanischer Geistlicher und römisch-katholischer Bischof von Musoma.

## Leben
Justin Tetmu Samba empfing am 21. Juni 1974 die Priesterweihe.
Papst Johannes Paul II. ernannte ihn am 25. Oktober 1988 zum Bischof von Musoma. Der Papst persönlich spendete ihm am 6. Januar des folgenden Jahres, dem Fest der Heiligen Drei Könige, die Bischofsweihe; Mitkonsekratoren waren Edward Idris Cassidy, Substitut des Staatssekretariates und José Tomas Sánchez, Sekretär der Kongregation für die Evangelisierung der Völker.
Am 23. August 2006 starb er im Alter von 55 Jahren.